# Pierzyny Duże
Pierzyny Duże [pronunciación en polaco: /pjɛˈʐɨnɨ ˈduʐɛ/] es un pueblo ubicado en el distrito administrativo de Gmina Kiełczygłów, dentro del Distrito de Pajęczno, Voivodato de Łódź, en Polonia central. Se encuentra aproximadamente a 6 kilómetros al noroeste de Kiełczygłów, a 16 kilómetros al norte de Pajęczno, y a 67 kilómetros al suroeste de la capital regional Lodz.
El pueblo tiene una población de 120 habitantes.